# Гвин (Алабама)
Гвин (енгл. Guin) град је у америчкој савезној држави Алабама. По попису становништва из 2010. у њему је живело 2.376 становника.

## Демографија
Према попису становништва из 2010. у граду је живело 2.376 становника, што је 13 (0,5%) становника мање него 2000. године.
| Група             | 2000.         | 2010.         |
| Белци             | 2.065 (86,4%) | 2.044 (86,0%) |
| Афроамериканци    | 283 (11,8%)   | 260 (10,9%)   |
| Азијати           | 2 (0,1%)      | 3 (0,1%)      |
| Хиспаноамериканци | 13 (0,5%)     | 32 (1,3%)     |
| Укупно            | 2.389         | 2.376         |